# Tartu (D636)
Tartu (D636) foi um contratorpedeiro da classe T-53, pertencente à Marinha Nacional Francesa, que participou da Guerra de Independência Argelina e da Guerra da Lagosta, conflito envolvendo o Brasil e a França. 

## História
Nomeado em homenagem ao ex-capitão da Marinha Francesa, Jean-François Tartu (1751⎯1793), a embarcação começou a ser construída em Nantes no ano de 1955.
Em 1958, foi comissionada e participou da Guerra de Independência Argelina contra forças nacionalistas argelinas.

### Guerra da Lagosta
Em 1961, durante a Guerra da Lagosta, o Tartu partiu para a costa do Nordeste brasileiro, visando escoltar barcos de pesca franceses que estavam pescando lagostas ilegalmente na plataforma continental brasileira. Após 1 semana de tensões e um quase confronto direto, os franceses se retiraram para o outro lado do Atlântico.

### Fim de carreira
O contratorpedeiro serviu por 21 anos até ser descomissionado em dezembro de 1979. Ele foi afundado em 1998, usado como alvo em um treinamento militar.